# Barbara Leigh-Hunt
Barbara Leigh-Hunt, född 14 december 1935 i Bath, Somerset, död 16 september 2024 i Aston Cantlow, Warwickshire, var en brittisk skådespelare.

## Filmografi i urval
- 1971 – The Search for the Nile (TV-serie)
- 1972 – Frenzy
- 1972 – Henrik VIII och hans sex hustrur
- 1973 – Lord Nelson och Emma Hamilton
- 1973 – Familjen Brontë (TV-serie)
- 1980 – Bort med tassarna!
- 1983 – Wagner
- 1988 – Tumbledown (TV-serie)
- 1990 – Kommissarie Morse (TV-serie) (avsnittet ”The Infernal Serpent”)
- 1990 – Paper Mask
- 1990 – The Ruth Rendell Mysteries (TV-serie)
- 1995 – Stolthet och fördom (TV-serie)
- 1999 – Fruar och döttrar (TV-serie)
- 2000 – Billy Elliot
- 2002 – Morden i Midsomer (TV-serie)
- 2004 – Vanity Fair